# Sambung (Gajah)
Sambung is een bestuurslaag in het regentschap Demak van de provincie Midden-Java, Indonesië. Sambung telt 2247 inwoners (volkstelling 2010).